# Blackburn with Darwen
Blackburn with Darwen är en enhetskommun i Lancashire i England, Storbritannien. Kommunen har 155 762 invånare (2022).
Kommunens två största orter är Blackburn och Darwen.  Blackburn och Hoddlesden är unparished areas. Resten av kommunen är indelad i sju civil parishes:
- Darwen
- Eccleshill
- Livesey
- North Turton
- Pleasington
- Tockholes
- Yate and Pickup Bank